# Sgùrr na Sgine
Sgùrr na Sgine är ett berg i Storbritannien.   Det ligger i kommunen Highland och riksdelen Skottland, i den nordvästra delen av landet, 700 km nordväst om huvudstaden London. Toppen på Sgùrr na Sgine är 946 meter över havet, eller 245 meter över den omgivande terrängen. Bredden vid basen är 2,3 km.
Terrängen runt Sgùrr na Sgine är huvudsakligen kuperad, men åt nordost är den bergig. Trakten runt Sgùrr na Sgine är nära nog obefolkad, med mindre än två invånare per kvadratkilometer. Närmaste större samhälle är Glenelg, 15,4 km nordväst om Sgùrr na Sgine. Trakten runt Sgùrr na Sgine består i huvudsak av gräsmarker.